# Zion++
Zion++ est un client de peer-to-peer se connectant sur le réseau Direct Connect.
Basé sur le client DC++, il est également programmé dans le langage C++.
Zion++ profite d'améliorations graphiques et fonctionnelles par rapport à Direct Connect, mais surtout supporte le multi-source, ce qui lui permet de télécharger un même fichier disponible sur plusieurs sources.
Développé par un français, il est en outre entièrement gratuit, sans mouchards ou bannières publicitaires.
Il existe plusieurs versions : 
- zion++ vert, dit "pour simples utilisateurs".
- zion++ bleu, dit "pour opérateurs et administrateurs de hubs".
- zion++ jaune, dit "pour chatteurs seulement".

Pour optimiser la gestion d'un hub (ou serveur) par les opérateurs, il intègre un éditeur de scripts qui automatisent une action définie par une commande.
Cependant le créateur de Zion ++ ("Virus27"), se sentait menacé par le projet de loi DADVSI. Ainsi le projet Zion++ a été abandonné par son éditeur début 2006.

Cependant, zion++ jouissant d'une communauté étendue, il se pourrait que le projet soit repris par des "moddeurs".